# Cantone di Noyon
Il Cantone di Noyon è una divisione amministrativa dell'arrondissement di Compiègne.
A seguito della riforma approvata con decreto del 20 febbraio 2014, che ha avuto attuazione dopo le elezioni dipartimentali del 2015, è passato da 23 a 42 comuni.

## Composizione
I 23 comuni facenti parte prima della riforma del 2014 erano:
- Appilly
- Babœuf
- Beaurains-lès-Noyon
- Béhéricourt
- Brétigny
- Caisnes
- Cuts
- Genvry
- Grandrû
- Larbroye
- Mondescourt
- Morlincourt
- Noyon
- Passel
- Pont-l'Évêque
- Pontoise-lès-Noyon
- Porquéricourt
- Salency
- Sempigny
- Suzoy
- Varesnes
- Vauchelles
- Ville

Dal 2015 i comuni appartenenti al cantone sono i seguenti 42:
- Appilly
- Babœuf
- Beaugies-sous-Bois
- Beaurains-lès-Noyon
- Béhéricourt
- Berlancourt
- Brétigny
- Bussy
- Caisnes
- Campagne
- Carlepont
- Catigny
- Crisolles
- Cuts
- Flavy-le-Meldeux
- Fréniches
- Frétoy-le-Château
- Genvry
- Golancourt
- Grandrû
- Guiscard
- Larbroye
- Libermont
- Maucourt
- Mondescourt
- Morlincourt
- Muirancourt
- Noyon
- Passel
- Le Plessis-Patte-d'Oie
- Pont-l'Évêque
- Pontoise-lès-Noyon
- Porquéricourt
- Quesmy
- Salency
- Sempigny
- Sermaize
- Suzoy
- Varesnes
- Vauchelles
- Ville
- Villeselve